# Gare Bandara Soekarno-Hatta
La gare Bandara Soekarno-Hatta (en indonésien : Stasiun Bandara Soekarno–Hatta), dite aussi gare de l'aéroport Soekarno-Hatta  est une gare ferroviaire de la liaison ferroviaire aéroportuaire de Soekarno–Hatta. Elle est située dans l'l'Aéroport international Soekarno-Hatta, à Jakarta en Indonésie.

## Situation ferroviaire
La gare Bandara Soekarno-Hatta, est située sur la liaison ferroviaire aéroportuaire de Soekarno–Hatta, entre les stations de la navette Skytrain des terminaux 1 et 2 de l'Aéroport international Soekarno-Hatta. 

## Histoire
Elle est mise en service le 26 décembre 2017, lors de l'ouverture de la ligne de liaison. La gare est située dans un bâtiment intégré pouvant accueillir environ 3 500 passagers. Elle dispose de deux quais, tous deux équipés de portes palières pleine hauteur. Un hall pour les passagers, quatre escaliers mécaniques et deux ascenseurs sont installés de l'autre côté de l'aérogare. La gare est équipée d'installations telles que des guichets (seules les cartes de débit ou de crédit sont acceptées), des espaces publics, des portes électroniques, des salles d'attente, des salles commerciales, des toilettes, des salles de prière, la salle de l'administrateur des rails et une station SkyTrain. La gare peut accueillir six trains de 10 voitures. Le rez-de-chaussée du bâtiment est entièrement utilisé pour la gare de l'aéroport de Soekarno-Hatta. La station du SkyTrain est située au niveau supérieur.